# Шейвер-Лейк (Каліфорнія)
Шейвер-Лейк (англ. Shaver Lake) — переписна місцевість (CDP) в США, в окрузі Фресно штату Каліфорнія. Населення — 580 осіб (2020). Початкове місцезнаходження поселення було затоплено озером Шейвер в 1919 р., коли в рамках реалізації  каскаду ГЕС Біг-Крік на озері було побудувано дамбу а згодом і гідроелектростанцію "Іствуд".

## Географія
Шейвер-Лейк розташований за координатами 37°5′55″ пн. ш. 119°19′35″ зх. д. / 37.09861° пн. ш. 119.32639° зх. д. (37.098569, -119.326290).  За даними Бюро перепису населення США в 2010 році переписна місцевість мала площу 89,33 км², з яких 83,43 км² — суходіл та 5,90 км² — водойми.

## Демографія
Згідно з переписом 2010 року, у переписній місцевості мешкали 634 особи в 292 домогосподарствах у складі 206 родин. Густота населення становила 7 осіб/км².  Було 2117 помешкань (24/км²).
Расовий склад населення:
| - 96,4 % — білих - 0,8 % — корінних американців - 0,5 % — азіатів - 1,3 % — осіб інших рас |

До двох чи більше рас належало 1,1 %. Частка іспаномовних становила 6,9 % від усіх жителів.
За віковим діапазоном населення розподілялося таким чином: 14,7 % — особи молодші 18 років, 61,2 % — особи у віці 18—64 років, 24,1 % — особи у віці 65 років та старші. Медіана віку мешканця становила 54,3 року. На 100 осіб жіночої статі у переписній місцевості припадало 110,6 чоловіків;  на 100 жінок у віці від 18 років та старших — 108,1 чоловіків також старших 18 років.
Середній дохід на одне домашнє господарство  становив 104 922 долари США (медіана — 81 477), а середній дохід на одну сім'ю — 119 893 долари (медіана — 102 656). За межею бідності перебувало 0,7 % осіб, у тому числі 0,0 % дітей у віці до 18 років та 0,0 % осіб у віці 65 років та старших.
Цивільне працевлаштоване населення становило 331 осіб. Основні галузі зайнятості: освіта, охорона здоров'я та соціальна допомога — 22,7 %, фінанси, страхування та нерухомість — 16,0 %, мистецтво, розваги та відпочинок — 16,0 %.